# Izdebno (województwo zachodniopomorskie)
Izdebno (niem. Justinenthal) – osada w Polsce położona w województwie zachodniopomorskim, w powiecie kołobrzeskim, w gminie Siemyśl, należąca do sołectwa Unieradz.
Według danych z 31 grudnia 2013 r. Izdebno miało 22 mieszkańców.
Osada powstałą prawdopodobnie w poł. XIX w. jako folwark dóbr Unieradz B. Do 1945 r. wchodził w skład Niemiec, od 1945 r. w granicach Polski. W latach 1950–1998 miejscowość administracyjnie należała do województwa koszalińskiego.